# Irreligiosità in Ghana
L'irreligiosità in Ghana è difficile da misurare, in quanto molti dei suoi cittadini sostengono nominalmente la propria fede nel cristianesimo. Molti atei in Ghana hanno paura di esprimere apertamente le proprie convinzioni, a causa di minacce reali od anche solo di intimidazioni. La maggior parte delle istituzioni educative del paese hanno una qualche forma di affiliazione religiosa, pertanto l'ateismo è ben poco visibile.
Nel censimento nazionale svoltosi nel 2010 i cristiani vengono a costituire il 71,2% della popolazione totale, l'Islam il 17,6%, l'irreligiosità il 5,3% , la tradizionale religione africana il 5,2%. Altre fedi presenti sono l'induismo, il buddhismo, il buddhismo Nichiren, il taoismo, la Soka Gakkai, lo shintoismo e l'ebraismo.
Anche se si ritiene che non vi siano atei in Ghana, vi è in realtà un gruppo di irreligiosi, fautori espliciti del libero pensiero e scettici che formano l'"Associazione degli umanisti del Ghana"; il gruppo ha organizzato una conferenza nel novembre 2012 che ha riunito umanisti di tutto il mondo per discutere di questioni rilevanti circa l'avanzamento dell'umanesimo in Ghana.
Un altro esempio di conferenza internazionale umanista è stata quella ospitata dalla stessa organizzazione nel dicembre 2014; si è caratterizzata per i molti argomenti rilevanti per l'umanesimo quali il femminismo e le accuse di stregoneria (presenti specialmente nell'Africa occidentale).
L'umanesimo non è una filosofia molto conosciuta in Ghana e molti degli ideali di questa posizione filosofica non sono nemmeno ben capiti. Questo, unito con la natura altamente religiosa del Ghana ha reso la vita molto difficile per molti non-credenti, impossibilitati di comunicare liberamente le proprie opinioni senza paura di disprezzo o di stigma sociale. Ci sono stati anche alcuni dibattiti - anche se significativi - da parte di alcuni umanisti nel paese su ciò che dovrebbero essere considerati i principi umanistici fondamentali e che cosa dovrebbe essere sradicato per l'ampliamento dello spettro della laicità.
Professare l'ateismo o l'anti-religiosità con convinzioni aperte e rese pubbliche può condurre a indignazione e rivolta, come ad esempio quando il popolare artista hip life Mzbel ha dichiarato che Gesù è stato una figura mitica mai esistita nella realtà.